# خانه قرمز
خانه قرمز (انگلیسی: The Red House) فیلمی در ژانر درام، نوآر و معمایی به کارگردانی دلمر دیوز است که در سال ۱۹۴۷ منتشر شد.

## خلاصه فیلم
مردی سالخورده به همراه خواهرش رازی وحشتناک را در مورد یک خانه دورافتاده در اعماق جنگل را از دختر خوانده نوجوان خود مخفی می‌کنند …

## بازیگران
- ادوارد جی. رابینسون در نقش پت مورگان
- جودیت اندرسون در نقش الن مورگان
- روری کلهون در نقش تلر
- جولی لاندن در نقش تیبی
- اونا مانسون در نقش خانم استورم
- هری شانون در نقش دکتر جاناتان بیرن